# Глобален маркетинг
Глобален маркетинг е маркетинг в световен мащаб, който съчетава или се възползва от глобалните оперативни разлики, сходства и/или възможности, за да се постигнат в крайна сметка общите цели.

## Световната конкуренция
Една от продуктовите категории, при която световната конкуренция е лесна за проследяване, са автомобилните продажби. Нарастващата ѝ сила е предизвикателство пред компаниите във всички етапи на участие на международния пазар. Тъй като пазарите се отварят и стават по-интегрирани, темпът на промяна се ускорява, технологиите свиват дистанцията между пазарите и намаляват предимствата за големите фирми; появяват се нови източници на конкуренция, натискът от които се натрупва във всички нива на организацията. Заплахата от конкуренция от компании в страни като Индия, Китай, Малайзия, Бразилия е във възход, тъй като техните вътрешни пазари се отварят навън, като осъзнават реалните възможности на международните пазари и необходимостта да бъдат конкурентоспособни в интернационален план.
Компании, които предварително са фокусирани върху защитени вътрешни пазари, навлизат на пазарите в други страни, създавайки нови източници на конкуренция, които често са насочени към ценово-чувствителните пазарни сегменти. Конкуренцията за всички фирми, независимо от тяхната степен на участие в световния маркетинг, не само че се увеличава, но променя и базата си. Тя продължава да бъде пазарно ориентирана и в крайна сметка разчита да постигне по-голяма полза за потребителите. Успехът на световните пазари зависи и от натрупването и внедряването на знания (вж Икономика на знанието).

## Развитие на световния маркетинг
Глобалният маркетинг не е революционна промяна, а е еволюционен процес. Това не важи за всички компании, но се отнася за повечето, които са започнали само като компании, ориентирани към вътрешните си национални пазари.

### Вътрешен маркетинг
Ограниченията на пазара в рамките на политическите граници на дадена държава формират т.нар. „вътрешен маркетинг“. Компания, която търгува само в рамките на националните си граници, трябва да вземе предвид само вътрешната конкуренция. Дори ако тази конкуренция включва компании от чужди пазари, фирмата трябва да се фокусира върху конкуренцията, която съществува на родния ѝ пазар. Продуктите и услугите са разработени за потребителите на вътрешния пазар, без необходимостта да се мисли за това как те могат да бъдат реализирани и на други пазари. Всички маркетингови решения се взимат от управлението.
Най-голямата пречка пред специалистите в този вид маркетинг е да не забележат своевременно нововъзникващите възможности пред глобалния маркетинг. Ориентираните към вътрешния пазар маркетолози по принцип не се фокусират върху измененията в световните пазари; те нямат представа например за евентуален потенциален конкурент, който е лидер на пазара на три континента. Тези търговци могат да бъдат считани за „етноцентрични“, тъй като са най-загрижени за това как са възприемани в собствената си страна.

### Международен маркетинг
Ако службите по износ постигат успех, но разходите за бизнеса, които се правят от управлението, плюс часовата разлика, езиковите бариери и културното невежество възпрепятстват конкурентоспособността на компанията на чуждите пазари, то тогава офисите могат да бъдат изградени в други държави. Понякога компании купуват фирми в чужди страни, за да се възползват от връзки, витрини, фабрики и персонал на място. Тези офиси продължават да докладват в централното управление на вътрешния си пазар, но по-голямата част от решенията, свързани с маркетинг микса се взимат в отделните страни, тъй като персоналът там е най-добре осведомен за целевите пазари. Локалното разработване на продукти е основано на нуждите на местните клиенти. Тези търговци се считат за полицентрични, защото твърдят, че всеки пазар(страна) има различни нужди.
В този етап компанията търгува свои продукти и услуги в много държави по света и иска да се възползва от мащаба на съответните икономики. Но в многонационалния етап консолидирането и планирането на продукта не се провеждат по региони (региоцентричен подход). Трябва да се отбележи, че повечето компании, които сами описват своята организация като многонационална, всъщност не са изцяло многонационални. Собственото им определение за мултинационална корпорация е донякъде неточно. Не е достатъчно една компания да нарече сама себе си многонационална. Тя трябва да коригира начина, по който се възприема нейната роля на международния пазар, така че да извлече ползи от международната среда.
По същество има три възможни начина на пазарно поведение или реагиране, които многонационалната корпорация може да използва на международния пазар. Тези три насоки са описани като:
- етноцентрична,
- полицентрична, и
- геоцентрична.

В етноцентричните компании културата на съответната страна прониква в самата организация. В полицентричната организация, приемащата страна започва да играе повече от една роля, но компанията все още третира всяка отделна страна (единица) като несъответстваща група с много малко информация, връщаща се обратно към главното управление. В най-зрелия етап на мултинационално развитие — геоцентричния, компанията започва да действа глобално. Вече може да започне да се възползва от предимствата на многонационалната икономика. Паразитната природа на разгледаните видове многонационални системи е заменена с „даване“ и „получаване“ в международните отношения, включващи всички важни двустранни комуникации.

## Елементи на глобалния маркетинг микс
Четирите "P-та" на маркетинга: продукт, цена, пласмент, промоция (реклама) са зависими от движението на компанията през различни фази, за да се превърне в глобална компания. В крайна сметка на световно ниво, компанията се опитва да говори на един глас, изправена пред много предизвикателства, когато създава световен маркетингов план. Ако компанията поддържа една и съща позиция спрямо конкуренцията на всички пазари (пазарно лидерство, ниски цени и т.н.), то тогава не е възможно да лансира подобни маркетингови планове в световен мащаб.

### Продукт
Глобална компания е тази, която може да създаде самостоятелен продукт, като само трябва да пригоди елементите на маркетинг микса си към спецификите на различните пазари. Например, Кока-Кола използва две формули (едната със захар, другата — с царевичен сироп) за всички пазари. Опакованият продукт във всяка държава включва очертаната дизайнерска бутилка и динамичната лента в някакъв вариант. Въпреки това бутилките или металните кутии също могат да включват надписи на съответния местен език и размерът на бутилките (металните кутии) да е същият, както на други напитки в дадената страна.
Основни грешки, допускани при опаковката:
- За опаковката се мисли само при пускането на нов продукт.
- Ограничаване на опаковката в много тесни граници, без да се взема под внимание: на какви рафтове ще стоят продуктите, в какви помещения, с какви камиони ще се превозват и т.н.

### Цена
Цената винаги варира в зависимост от пазарите. Влияе се от много променливи: разходи за разработване на продукти (местно производство или внос), цената на съставките, разходи за доставка (транспорт, тарифи и т.н.) и много други. Освен това, позицията на продукта по отношение на конкуренцията влияе върху крайната печалба. Дали се счита, че този продукт е висок клас; скъп избор; икономичен; евтин избор или нещо по средата, помага да се определи точната цена.

### Позициониране
Как продуктът ще бъде разпространяван отново е решение на съответната страна, повлияно от това как конкуренцията се предлага на целевия пазар. При Кока-Кола, например, не всички култури използват автомати. В САЩ напитки се продават на палети в магазините на едро, докато в Индия този вариант не е опция. Решенията за пласмента трябва да се обмислят и спрямо позицията на продукта на пазара. Например, продукт от висок клас в САЩ не е желателно да бъде разпространяван в магазин от типа „всичко за един долар“. От друга страна един продукт, представен като „евтин вариант“, във Франция би срещнал ограничен успех в скъп бутик.

### Промоция
След проучвателната дейност, свързана с продукта; създаването и разработването му, промоцията (особено рекламата) като цяло е най-голямото перо в маркетинговия бюджет на една компания в глобален мащаб. На този етап от развитието на компанията, интегрираният маркетинг е целта. Глобалната корпорация цели да намали разходите, да минимизира текучеството на персонал и работа, да максимизира скоростта на изпълнение и да излъчва навсякъде хомогенни послания. Ако целта на глобалната компания е да изпрати едно и също послание навсякъде по света, то тогава предизвикателството е да се предаде това съобщение по подходящ, ангажиращ и икономически ефективен начин.
В световен мащаб съществуват ефективни средства за реклама. Ключът е в изследването на рекламните идеи, използвайки някоя система за маркетингови проучвания, която доказано дава резултати, позволяващи база за сравнения в различните страни. Възможността да се определи кои елементи (или моменти) от съответната реклама са допринесли за успеха ѝ, показва как да се максимизират икономиите от мащаба. Проучвания, свързани с размерите на пазарите, като:
- движение на потока на вниманието;
- поток на емоциите;
- момент на създаването на марката; и други

осигуряват информация за това кое работи във всяка страна, защото съответните размери са базирани на визуалните, а не на вербалните елементи на рекламата. Основната цел на рекламата е да продава продукта.
Три са факторите, довели до увеличаване на броя на марките (в глобален мащаб):
- Нуждата от адаптиране на продуктите към специфичните потребности на конкретни пазарни сегменти и малки пазарни ниши.
- Атаките от страна на хиперконкуренцията се реализират по-трудно, когато дадена компания има повече марки.
- Наличието на повече марки улеснява преговорите с дистрибуторите. По-голямата търговска отстъпка за едната марка компенсира по-ниската отстъпка за друга марка.

## Предимства и недостатъци на глобалния маркетинг
Потребителите в развитите общества са презадоволени. Това дава възможност на корпорациите да сегментират пазара още по-детайлно. Резултатът е незадоволителен – стеснени пазари с малка печалба. За това стремежът е към разработване на нови по-ефективни маркетингови стратегии. Успешните идеи на глобалния маркетинг се основават на „смяна на парадигмата“. Това означава, че не е достатъчно да бъде дефиниран един пазар, след което той да бъде сегментиран и препозициониран безкрайно.

### Оценяване на ефективността на международния пазар
- Икономии от мащаба на производство и разпространение;
- По-ниски търговски разходи;
- Възможности и обхват на дейността;
- Последователност при изграждане на имидж на марката;
- Възможност за пренасочване на добрите идеи бързо и ефективно;
- Единство на маркетинговите практики;
- Помага за създаване на контакти извън „политическата сцена“;
- Помага за насърчаването при създаване на спомагателни индустрии, които да се погрижат за нуждите на световните играчи.

### Ползи от е-Маркетинга, спрямо традиционния маркетинг
Влияние
Естеството на интернет означава, че днес бизнесът разполагат с възможност за истински глобален обхват. Докато разходите свързани с традиционните медии ограничават подобен глобален само до огромните многонационални компании, електронният маркетинг отваря нови възможности пред малкия бизнес с много по-малък бюджет да достигне потенциалните потребители по целия свят.
Обхват
Интернет маркетингът позволява на маркетолозите да достигнат до потребителите по много разнообразни начини и им дава възможност да предлагат широки гами от продукти и услуги. Наред с други неща, е-маркетингът включва управление на информацията, връзки с обществеността, обслужване на клиенти и продажби. Този обхват може само да расте с растящия във времето избор измежду нови технологии.
Интерактивност
Предвид че традиционният маркетинг основно има за цел да провежда послания, свързани марката, е-маркетингът улеснява комуникацията между компании и потребители. С двупосочен комуникационен канал компаниите могат да получат от клиентите си обратна връзка, с което да станат по-динамични и приспособими.
Непосредственост
Интернет маркетингът е в състояние да предизвика незабавен ефект по начин, по който никога преди това не е било възможно. За разлика от традиционни медии като списанията или вестниците, електронният маркетинг улеснява потребителите да предприемат стъпките от научаването на нещо повече за продукта до реалното му закупуване. Със скъсяване на дистанцията между предоставената информация и предизвиканата потребителска реакция, цикълът на пазаруване на клиентите е ускорен и разходите за реклама могат веднага да се насочат за създаването на последващи инициативи.
Демография и целенасоченост
Интернет потребителите, разглеждани като група, имат по-голяма покупателна способност и може да се считат за група от населението, причислена към средната класа. Покупателната способност обаче не е всичко. Естеството на интернет е такова, че неговите потребители са склонни да се организират в много по-тясно специализирани сегменти. Находчивите търговци, които знаят накъде да гледат, могат лесно да намерят достъп до пазарните ниши, които са им цел. Маркетинговите послания са най-ефективни, когато са поднесени директно на публиката, която е най-вероятно да бъде заинтересована. Интернет създава перфектната среда за нишов маркетиране на продукти за целевите групи.
Приспособимост и маркетинг на затворения контур
Маркетингът на затворения контур (Closed Loop Marketing) изисква постоянно измерване и анализи на резултатите от маркетинговите дейности. Чрез непрекъснато проследяване на обратната връзка и ефективността на една кампания, търговецът може да бъде много по-динамичен в приспособяването си към потребителските желания и нужди. С е-маркетинга отговорите могат да бъдат анализирани в реално време и кампаниите могат да бъдат променяни непрекъснато. Комбинирано с непосредствеността на интернет като среда, това означава, че са минимални разходите за реклама, пропилени в недотам ефективни кампании. Максималната маркетингова ефективност от е-маркетинга създава нови възможности за възползване от стратегически конкурентни предимства. Комбинацията от всички тези фактори води до възвръщаемост на инвестициите, като в крайна сметка привлича повече и по-доволни клиенти, както и подобрява представянето на компанията.

### Недостатъци
- Различия в потребителските нужди, желания и особености в употребата на продуктите;
- Различия в реакциите на потребителите на компонентите от маркетинг микса;
- Различия при разработването на марката и продукта и в конкурентната среда;
- Различия в правните норми, някои от които могат да са в противоречие с тези на вътрешния пазар;
- Различия, свързани с това доколко институциите са на разположение; някои биха могли да изискат създаването на напълно нови институции (например, инфраструктурни);
- Различия в административните процедури;
- Различия в дистрибуцията на продукта.

## Стратегията „Син океан“
Основният въпрос е как да се постигне желаният успех без да се водят безсмислени битки с конкуренцията. „Син океан“ е резултат от огромен брой маркетингови изследвания, включващи около 150 стратегически хода от 30 сектора (индустрии) за период от 100 години. Идеята е за концентриране върху цялото, а не върху детайлите. Принципите са свързани с минимизиране на планирания риск от влагането на прекомерни усилия и време без да бъде получен желаният резултат. Стратегията провокира творческия потенциал на служителите в рамките на една компания. Основата на стратегията „Син океан“ е създаването на ново общо търсене чрез скок в потребителската стойност на приемлива цена. В тази иновативна теория се залага на креативността, като не се толерират „ударите под кръста“. Компаниите трябва да установят всяка индивидуално за себе си какво точно им носи успех; кои са факторите за този успех и кое оказва благоприятно влияние върху тези фактори.